# Barbus nasus
Barbus nasus is een  straalvinnige vissensoort uit de familie van eigenlijke karpers (Cyprinidae). De wetenschappelijke naam van de soort is voor het eerst geldig gepubliceerd in 1874 door Günther.
De soort staat op de Rode Lijst van de IUCN als Gevoelig, beoordelingsjaar 2006.